# Studland
Studland est un village et une paroisse civile du Dorset, en Angleterre. Il est situé sur l'île de Purbeck, à 3 km au nord de la ville de Swanage. Administrativement, il relève du district de Purbeck. Au moment du recensement de 2011, il comptait 425 habitants.